# Blumenbachia latifolia
Blumenbachia latifolia är en brännreveväxtart som beskrevs av Jacques Cambessèdes. Blumenbachia latifolia ingår i släktet Blumenbachia och familjen brännreveväxter. Inga underarter finns listade i Catalogue of Life.